# سیارک ۲۳۲۵۹
سیارک ۲۳۲۵۹ (به انگلیسی: 23259 Miwadagakuen، نامگذاری:2000YX29)۲۳۲۵۹مین سیارک کشف شده‌است که در ۲۹ دسامبر ۲۰۰۰ کشف شد.